# Slogan (film)
Slogan è un film del 1969 diretto da Pierre Grimblat.
Le riprese del film favorirono l'incontro e l'innamoramento dei due celebri cantanti e attori protagonisti, Serge Gainsbourg e Jane Birkin.

## Trama
Serge Fabergé è un maturo pubblicitario francese, già coniugato con prole, che si trova a Venezia per ritirare un premio. Qui incontra e si innamora di una ragazza inglese, Evelyne Nicholson, con cui imbastisce una storia romantica.
Lei si sta per sposare, ma rinuncia al matrimonio per andare a vivere con Serge. La relazione però si inceppa ed Evelyne finisce per innamorarsi di un giovane motoscafista veneziano, Dado, abbandonando Serge.
Un anno più tardi Serge è di nuovo a Venezia per ritirare un altro premio e qui incontra un'altra ragazza.

## Produzione
Il film venne girato nel 1968. La parte di Evelyne Nicholson doveva inizialmente essere interpretata da Marisa Berenson, allora top model americana di successo. La produzione preferì però sostituirla con Jane Birkin, reduce dal successo di Blow-Up di Michelangelo Antonioni, anche grazie alla scena in cui appare a seno nudo.
Serge Gainsbourg, reduce dalla relazione con Brigitte Bardot, non gradì la sostituzione e cominciò a maltrattare la giovane attrice britannica che a sua volta aveva appena troncato il matrimonio con il compositore John Barry da cui aveva avuto la figlia Kate, che aveva portato sul set del film e che interpreterà la figlia di Serge Fabergé.
Per appianare le divergenze, la Birkin chiede al registra Grimblat di organizzare un'uscita a tre. Durante la serata, con una scusa, Grimblat si allontana lasciando Gainsbourg e la Birkin da solì. Nel breve spazio della serata l'ostilità tra i due si trasforma in attrazione e di lì a poco Gainsbourg e la Birkin intraprenderanno una relazione che li porterà a registrare la seconda versione di Je t'aime... moi non plus, dopo che la prima, registrata con la Bardot, era stata archiviata in seguito alla richiesta della diva francese, per evitare lo scandalo annunciato dal marito Gunther Sachs.

## Distribuzione
Il film, originalmente intitolato L'amour et l'amour durante la lavorazione e poi distribuito come Slogan, è uscito nei cinema francesi il 27 luglio 1969, seguendo così l'uscita del singolo scandalo cantato dai due protagonisti della pellicola stessa, Je t'aime... moi non plus.
Negli Stati Uniti il film è stato distribuito a partire dal 16 marzo 1970. Altri titoli di distribuzione della pellicola sono: Слоган (Bulgaria), Szlogen (Ungheria). Il film non è mai stato distribuito nei paesi di lingua italiana ed è tuttora assente un doppiaggio in italiano.